# 利物浦足球俱乐部球会荣誉
以下是利物浦足球俱乐部的球会荣誉。

## 
頂級聯賽 冠軍（20次）
- （英格蘭甲級聯賽）
  - 1900-01年、1905-06年、1921-22年、1922-23年、1946-47年、1963-64年、1965-66年、1972-73年、1975-76年、1976-77年、1978-79年、1979-80年、1981-82年、1982-83年、1983-84年、1985-86年、1987-88年、1989-90年
- （英格蘭超級聯賽）
  - 2019-20年、2024-25年

次級聯賽 冠軍（4次）
- （英格蘭乙級聯賽）
  - 1893-94年、1895-96年、1904-05年、1961-62年

蘭開夏郡聯賽 冠軍
- - 1892－1893年

- 英格兰足总杯 冠軍（8次，全英格兰第3多）
  - 1964-65年、1973-74年、1985-86年、1988-89年、1991-92年、2000-01年、2005-06年、2021-22年
- 英格兰联赛杯 冠軍（10次，全英格兰最多）
  - 1980-81年、1981-82年、1982-83年、1983-84年、1994-95年、2000-01年、2002-03年、2011-12年、2021-22年、2023-24年
- 英格蘭超級杯 冠軍（僅辦一個賽季，唯一一個冠軍由利物浦贏得）
  - 1986年
- 慈善盾 / 社區盾 冠軍（16次，全英格兰第2多）[3]
  - 1964年1、1965年1、1966年、1974年、1976年、1977年1、1979年、1980年、1982年、1986年1、1988年、1989年、1990年1、2001年、2006年、2022年
- 倫敦治安官慈善盾（英语：Sheriff of London Charity Shield） 冠軍
  - 1906年

1：並列冠軍

## 歐洲賽事
- 歐洲冠軍俱樂部盃 / 歐洲冠军联赛 冠軍（6次，全英格兰最多，全欧洲第3多僅次於西甲球隊皇家馬德里及意甲球隊AC米蘭）
  - （歐洲冠軍俱樂部盃）
  - 1976-77年 3-1 勝西德 
  - 1977-78年 1-0 勝比利時 布魯日
  - 1980-81年 1-0 勝西班牙 皇家馬德里
  - 1983-84年 1-1 （十二碼4-2）勝意大利 羅馬
  - （歐洲冠军联赛）
  - 2004-05年 3-3 （十二碼3-2）勝意大利 AC米蘭
  - 2018-19年 2-0 勝英格蘭 熱刺
- 冠軍（3次，全欧洲最多）
  - 1972-73年 3-2 勝西德（兩回合）
  - 1975-76年 4-3 勝比利時布魯日（兩回合）
  - 2000-01年 5-4 勝西班牙阿拉維斯
- 歐洲超級盃 冠軍（4次，全英格兰最多，全欧洲第2多與西甲球隊皇家馬德里並列）
  - 1977年 7-1 勝西德漢堡（兩回合）
  - 2001年 3-2 勝德國拜仁慕尼黑
  - 2005年 3-1 （加時）勝俄羅斯莫斯科中央陸軍
  - 2019年 2-2 （十二碼5-4）勝英格蘭切爾西

## 洲際賽事
- 俱樂部世界盃冠軍（1次）
  - 2019年

## 青年隊
- 英格兰青年足总杯 冠軍（4次，全英格兰第4多）
  - 1996年、2006年、2007年、2019年

## 女子隊
- 英足總女子超級聯賽 冠軍（2次，全英格兰第2多）
  - 2013年、2014年